# Ditaxodon taeniatus
Genre
Espèce
Synonymes
- Philodryas taeniatus Peters in Hensel, 1868

Ditaxodon taeniatus, unique représentant du genre Ditaxodon, est une espèce de serpents de la famille des Dipsadidae.

## Répartition
Cette espèce est endémique du Brésil. Elle se rencontre dans les États de São Paulo, du Paraná, du Rio Grande do Sul et du Mato Grosso do Sul.

## Étymologie
Cette espèce est nommée en l'honneur de l'herpétologiste allemand Reinhold Friedrch Hensel (1826–1881).

## Publications originales
- Hensel, 1868 : Beiträge zur Kenntnis der Wirbelthiere Süd-Brasiliens. Archiv für Naturgeschichte, vol. 34, no 1, p. 323-375 (texte intégral).
- Hoge, 1958 : Die Systematische Stellung von Xenodon punctatus Peters, 1880 und Philodryas taeniatus Hensel, 1868. Mitteilungen aus dem Zoologischen Museum in Berlin, vol. 34, p. 49-56.